# Distretto di Houne
Il distretto di Houne è uno dei sette distretti (mueang) della provincia di Oudomxay, nel Laos. Ha come capoluogo la città di Houne.